# Стежка Алілуя
Стежка Алілуя (англ. The Hallelujah Trail) — американський комедійний вестерн 1965 року.

## Сюжет
В Денвер направляється потяг з віскі для шахтарів. Але дістатися до мети непросто, тому що цінний вантаж одночасно намагаються захопити Ліга тверезості, кавалерія США і місцеві індіанці.

## У ролях
| Актор             | Роль                     |
| ----------------- | ------------------------ |
| Берт Ланкастер    | полковник Тадеус Герхарт |
| Лі Ремик          | Кора Темплтон Массінгейл |
| Джим Гаттон       | капітан Пол Слейтер      |
| Памела Тіффін     | Луїза Герхарт            |
| Дональд Плезенс   | «Оракул» Джонс           |
| Брайан Кіт        | Френк Веллінгем          |
| Мартін Ландау     | Chief Walks-Stooped-Over |
| Джон Андерсон     | сержант Буелл            |
| Том Стерн         | Кевін О'Флагерті         |
| Роберт Дж. Вільке | Chief Five Barrels       |
| Даб Тейлор        | Клейтон                  |
| Віт Бісселл       | Хоббс                    |
| Гелен Кліб        | Генрієтта                |
| Вел Ейвері        | бармен                   |
| Маршалл Рід       | лейтенант Картер         |